# سروزغ درة بيد (تشين)
سروزغ درة بید (بالفارسية: سروزگ دره بید) هي قرية تقع في إيران في قسم تشین الريفي. يقدر عدد سكانها بـ 0 نسمة بحسب إحصاء 2016.